# Ribera TV
Ribera TV és una televisió privada comarcal de la Ribera encara que el senyal també arriba a l'Horta de València, el Camp de Túria, el Camp de Morvedre i la Foia de Bunyol mitjançant els canals València Televisió i Horta Televisió, que conformen amb Ribera Televisió el Grup Televisió RHV des de 2017. Té la seu a Alzira. La televisió es funda l'any 1986 tot iniciant les seues emissions en analògic en un moment en què era necessari un àmbit informatiu de proximitat. De la mateixa manera es pretén fomentar i difondre els valors representatius de la cultura valenciana.
No emetia anuncis malgrat ser un canal comercial. Açò és possible per la vinculació amb mitjans en TDT que sí n'emeten.
Entre el 2003 i el 2007 el canal va adoptar el nom de Canal 6 Ribera Televisió.
Amb l'arribada de la TDT al País Valencià la cadena presenta concurs per un canal comarcal i gràcies a la seua trajectòria l'aconsegueix. És des de 2008 que comencen les seues emissions digitals.
El 2007 s'avaluà el seu lloc web amb puntuacions sobre 100: al rànquing pel tractament de la programació i l'arxiu va treure un 57/100, per presència d'opcions de comunitat d'usuari un 100/100, per etiquetes meta un 37/100, per enllaços rebuts un 56/100 i a nivell global baix un criteri de estar entre els 10 primers per cada rànquing, un 5.
El 2017 va fer un acord temporal amb Sueca TV per a emetre els continguts de Sueca TV.
Al 2018, els canals del recentment creat Grup Televisió RHV, tenien un 2,1% d'audiència mitjana.

### Logotips
| Logo tricolor entre 1997 i 2003 i entre 2007 i 2008 | Logo de Canal 6 Ribera Televisió entre 2003 i 2007 | Modificació del logo de 1997, utilitzada entre 2008 i 2017 | Logo dels canals del Grup Televisió RHV des de 2017 |
| 1997 - 2003/ 2007 - 2008                            | 2003 - 2007                                        | 2008 - 2017                                                | Des de 2017                                         |
| --------------------------------------------------- | -------------------------------------------------- | ---------------------------------------------------------- | --------------------------------------------------- |